# ليفي هاتشينز
ليفي هاتشينز (بالإنجليزية: Levi Hutchins)‏ هو مخترِع وساعاتي أمريكي، ولد في 17 أغسطس 1761 في هاروارد في الولايات المتحدة، وتوفي في 13 يونيو 1855.